# 鉤取王
鉤取王（かぎとりおう、生年不詳 - 神亀6年2月12日（729年3月16日））は、奈良時代の皇族。
左大臣・長屋王の子。

## 経歴
元明朝の霊亀元年（715年）2月に長屋王と吉備内親王（元明天皇の娘）との間に生まれた子女は皇孫として扱う詔勅が出され、同母兄の膳夫王・葛木王らとともに二世王待遇となる。この当時の皇太子は首皇子であったが、藤原氏を母に持つの首の即位をよく思わなかったため、皇位継承権はあったといわれる。
神亀6年（729年）2月に父の左大臣・長屋王が国家転覆を企んでいるとの漆部君足らの密告により、両親と共に自殺（長屋王の変）。